# Ana Jaka
Ana Jaka García (Andoáin, Guipúzcoa, 1973) es una poeta y novelista española que escribe obras tanto en español como en euskera.

## Trayectoria
Nació en Andoáin, Guipúzcoa en 1973 y vive en Pamplona. Es licenciada en Periodismo por la Universidad de Navarra. Desde 1997 trabaja como promotora editorial en centros escolares de Navarra y Álava.
Colaboradora en Euskalerria Irratia y en Berria, escribe en euskara y castellano. Publica en revistas de poesía tales como Luces y sombras y participa en recitales con poetas de Navarra. Es activista feminista y lesbianista, integrante de Lumatza y de Emagune (Txoko Feminista).

## Obras

### Poesía
- Mero amor. Línea discontinua (Everest, 2009).[7]
- Sombras turbias en la ventana (Ayuntamiento de Lasarte-Oria, 1997).
- A ritmo de silencio (Ayuntamiento de Lasarte-Oria, 1990).
- Alambradas (Diputación de Guipúzcoa, 1992).
- Mujeres y niñas (Balas trazadoras 2017).

### Relato
- Sole, zer duzu Sole? (2002, Pamiela).
- Redbullyng (bultzadak) "39 idazle nafar" antologian, 2017 Pamiela[8]

### Novela
- Ez zen diruagatik (2014, Elkar).[9][10][11]

### Literatura infantil-juvenil
- Ixon (2017, Elkar).[12]
- “Marimatrakak” Txakur-hezitzaileak (2017, Revista Irrien lagunak).[13]
- Marimutila naiz, eta zer? (2016, Elkar).[14]
- Loaren inbasio isila (2016, Elkar).[15]

## Premios y reconocimientos
- Accésit en el Concurso Literario de Nuevos Autores en Euskera del Ayuntamiento de Pamplona, 2002, con el relato "Sole, zer duzu Sole?".
- Premio Premio Francisco Ynduráin de las Letras para Escritores Jóvenes, Aoiz, 2007, en poesía con "Mero amor. Línea discontinua".[16][17]
- Premio de Poesía del Ayuntamiento de Lasarte-Oria, Guipúzcoa, 1996, con "Sombras turbias en la ventana".
- Premio de Poesía de la Diputación Foral de Guipúzcoa, 1992, con "Alambradas".
- Premio de Poesía del Ayuntamiento de Lasarte-Oria, Guipúzcoa,1990, con "A ritmo de silencio".